# Hassan Karimou
Hassan Karimou (* 1959) ist ein ehemaliger nigrischer Leichtathlet, der sich auf den Marathonlauf spezialisiert hatte.

## Biografie
Hassan Karimou belegte bei den Olympischen Spielen 1988 in Seoul im Marathonlauf den 80. Platz. Bei der Eröffnungsfeier war er Fahnenträger der nigrischen Mannschaft.